# CLUB-K ビックリショー
CLUB-K ビックリショー（クラブ-ケー・ビックリショー）は、日本のプロレス団体であるKAIENTAI DOJOが主催するプロレスの大会である。

## 概要
- 新年第1弾の興行として旗揚げ後から毎年開催されている人気のイベントである。
- 他団体からの大物ゲストが多数参戦することが特徴であるが、メインイベントは純血メンバーで締めるのが通例となっている。
- 観戦料金は入場時にもらった封筒にお客さんが適正だと思う額を入れる「CLUB-K FREE」方式となっている。

## 歴代ゲスト

### 2003年
- 金村キンタロー
- リッキー・フジ
- 浜田文子
- 北野インフェルノ

### 2004年
- つぼ原人
- BENTEN
- クワトロ・バジーナ
- 気仙沼二郎
- ケンドーカシン
- はやて
- ディック東郷
- ブキャナン
- ディーロ・ブラウン
- ジャマール

### 2005年
- バイオモンスターD.N.A
- NOSAWA論外
- MAZADA
- GENTARO
- マッドマン・ポンド
- ミニCIMA
- SUWAシート
- スモール"ダンディ"フジ
- ポイズン澤田JULIE
- ラブ・マシーン・ストーム

### 2006年
- 村上和成
- 吉田万里子
- モリ・ベルナルド
- アントーニオ本多
- 菊藤さん
- ランジェリー武藤
- TARU
- 近藤修司
- "brother"YASSHI